# Culture de Santa María

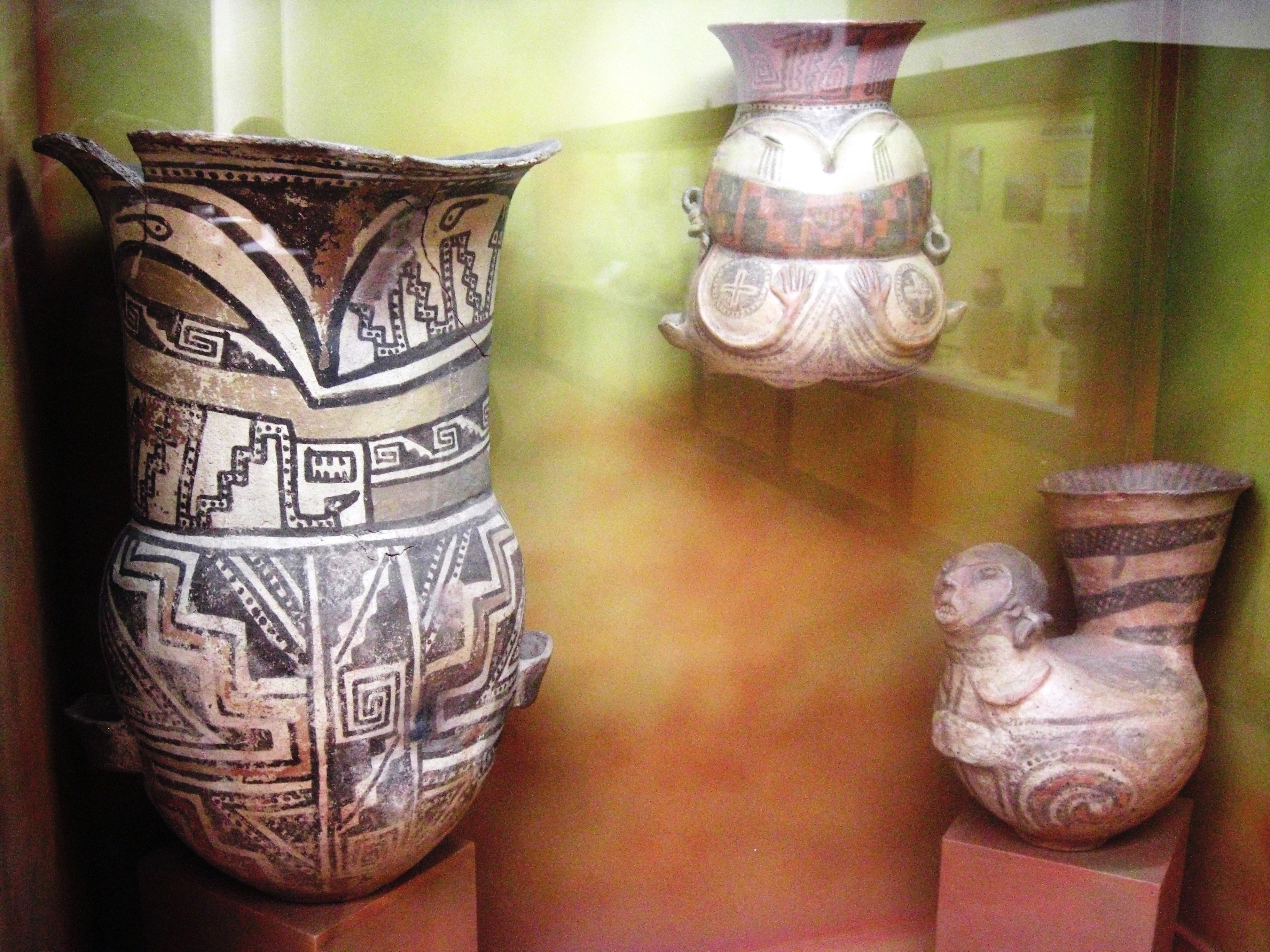
La culture de Santa Maria est surtout connue pour les urnes funéraires utilisées pour l'enterrement des enfants. On en trouve dans presque tous les grands musées du monde.

La culture de Santa María (espagnol : cultura Santamariana) est une civilisation qui s'est développée au nord de l'actuelle province de Catamarca et au sud-ouest de la province de Salta, en Argentine, entre 850 et 1480 après J.-C. ; ses principaux établissements se trouvaient dans les vallées de Calchaquíes et ses environs immédiats, où se trouve la ville de Santa María, qui a donné son nom à la culture. Les urnes funéraires qu'ils utilisaient pour enterrer les enfants, présentes dans presque tous les grands musées du monde, sont un élément caractéristique de cette culture.
Cette culture faisait partie d'une série de cultures agro-poterie apparentées, qui ont formé ce que l'on appelle le NOA (nord-ouest de l'Argentine), un espace problématique où l'archéologie argentine a vu le jour. Parallèlement à la culture de Santa María, plusieurs cultures similaires se sont développées dans les régions voisines, telles que la culture de Belén et la culture de Sanagasta.

## Caractéristiques
La culture de Santa María se caractérise par les urnes funéraires qu'elle utilisait pour enterrer les enfants et qui sont présentes dans presque tous les grands musées du monde.
Comme d'autres cultures andines, elle a développé un type d'agriculture de montagne, pour laquelle des terrasses de culture et des systèmes d'irrigation ont été construits, ce qui a permis de faire vivre une population considérable. Les cultures comprenaient le maïs, les pommes de terre, les haricots, le quinoa et les citrouilles. Ils récoltaient également les fruits des caroubiers et des chañars. La présence de lamas comme animaux de bât pour les caravanes leur a permis de développer d'importants échanges économiques et culturels avec les différents peuples voisins. Ils travaillaient les métaux tels que le cuivre, l'or et l'argent, réalisant ainsi un artisanat plus développé. Ils fabriquaient de grands récipients en céramique très décorés qu'ils utilisaient comme urnes funéraires.
Leur société était organisée avec des guerriers et des prêtres (de type chamanique) occupant la plus haute hiérarchie au sein de la société. La population vivait dans des villages sur les collines ou dans des maisons dispersées le long des rivières. Les habitations étaient en pierre. Ils construisaient des fortifications appelées pucarás.
Vers 1430, les Incas des Andes péruviennes sont entrés en contact avec cette culture, ce qui a entraîné des changements politiques dans la région. Les Incas ont inclus la région dans deux provinces importantes : Chicoana et Quire Quire (ou Kiri Kiri). À l'époque de l'arrivée des Incas et, peu après, des Espagnols, la région était habitée par des groupes diaguita tels que les Yocaviles, les Calchaquíes, les Amaichas, les Anguinhaos, les Cafayates et les Encalillas dont la langue commune était le cacán.